# Mai Long
Pour les articles homonymes, voir Long.
Mai Long est un peintre, illustrateur et cinéaste vietnamien né en 1930 à Haiphong dans la province de Nam Định. 
Il appartient à la génération des peintres vietnamiens ayant fait leur apprentissage à la fois artistique et politique au cours des guerres de libération nationale contre la France puis contre les États-Unis. Il participe également à la fondation du syndicat des artistes vietnamiens.

## Biographie
Dès son jeune âge, Mai Long fait preuve d'un talent précoce pour le dessin. Il est sélectionné en 1948 pour faire partie de la Classe de Résistance organisé par le maître To Ngoc Van à l’École des Beaux-Arts du Vietnam : une promotion rassemblée durant les années de guerre et ayant pour objectif de maintenir la formation des étudiants en art au cours de la guerre de libération contre la France. Il appartient donc à la même promotion que les artistes Luu Cong Nhan, Tran Luu Hau, ou Nguyen Trong Kiem, et sort diplômé de l’École en 1954.
Le nom de Mai Long est surtout associé à l'art de la peinture sur soie, dans lequel il s'est spécialisé en tant qu'artiste, peignant tout au long de sa vie et jusqu'à aujourd'hui. Son style mélange esprit traditionnel (paysages, portraits féminins…) et inspirations personnelles. Comme nombre d'artistes de sa génération formés sous l'ère d'Hô Chi Minh, il s'intéresse au sujet des minorités ethniques, mais n'hésite pas par la suite à peindre des sujets plus audacieux, fantastiques, ou franchement imaginaires. La peinture de Mai Long, n'appartenant à aucune école, est toujours restée très personnelle.
Ses œuvres sont présentes dans les collections du Musée des beaux-arts du Vietnam, ainsi que dans plusieurs collections et musées internationaux, comme le Musée des arts orientaux de Moscou, musée des Beaux-arts de Penza, notamment. Ses œuvres ont fait l'objet de nombreuses expositions personnelles, en Corée du Sud, à Singapour, en Malaisie, en France (2011), en Italie, à Hong Kong, etc..

### Carrière en cinéma d'animation
Mai Long est également connu comme illustrateur et cinéaste d'animation. Peu après sa diplomation à l'université des Beaux-Arts de l'Indochine, il a achevé sa formation au sein de l'Université des Beaux-Arts de Hanoï de 1961 à 1966. C'est là, vers 1964, qu'il découvre le cinéma d'animation, un art fortement influencé par l'esthétique du cinéma d'animation de l'URSS de l'époque, et qui sera sa spécialité. Aux côtés d'artistes et de réalisateurs comme Le Minh Hien, Truong Qua, ou encore Ho Quang, Mai Long est considéré comme appartenant à la toute première première génération des cinéastes vietnamiens, profondément marqués par le contexte de lutte armée du Vietnam.
Il travaille notamment à partir de 1966 au sein des Studios d'animation du Vietnam où il réalise La nuit de pleine lune (1966) puis Chanson sur la falaise (1967), premier film en couleur du cinéma d'animation vietnamien, chef-d'œuvre réalisé par Truong Qua, dans lequel Mai Long se fait remarquer par son sens de la couleur et ses évocations magiques des régions des Hauts-Plateaux. Il est ensuite continuellement sollicité par des réalisateurs pour la création de films d'animation souvent en lien avec des thèmes folkloriques : L'histoire de M. Giong (1970, réalisateur Ngo Manh Lan), Kieng Pha - Nang Nga (1971, réalisateur Hoang Sung), Son Tinh et Thuy Tinh (1972, réalisateur Truong Qua), etc. la plupart de ces films ayant été primés à l'international. Il faut aussi citer Le château du bonheur (1974) Feuilles vertes (1974) La forêt aux fleurs (1974) Les rêves volants (1976) La ville mystère (1979), etc..

## Expositions (sélection)
- 2010 : Exposition à Exchange Square à Hong Kong.
- septembre 2011 : exposition à Paris.
- 2011 : exposition à Florence en Italie.
- mars 2012 : exposition à Florence et Venise en Italie.
- octobre 2012 : exposition en Malaisie.
- décembre 2012 : exposition en Corée.
- décembre 2012 : exposition à Singapour.